# おひっこし?
『おひっこし?』は、山田ユギによる日本の漫画。

## 登場人物

### 神山商事
神山邦明
通称メガネ。24歳。社長の姪。
武井智晴
通称スマイリー。27歳。
柴田和巳
通称セクシー。25歳。
松田高志
社長。通称ボス。48歳。

### その他
川野サキ
19歳。後に神山商事のバイトになる。
歩美
邦明の告白相手。
李泰男
サキの婚約者。
武井美和子
智晴の妹。22歳。
笹木しおり
美和子の友人。22歳。占い喫茶でバイトをしている。
中川典子
中学教師。26歳。
青木ゆう
中学生。
青木由美子
ゆうの母親。
神山健
長男。
神山雪
長女。
神山花
次女。高志の妻。
神山春夫
父親。

## 単行本
- 山田ユギ 『おひっこし?』 白泉社〈メロディ〉、全1巻
  1. 2007年5月5日発行、ISBN 978-4-592-14271-3